# Vincent-Marie Viénot de Vaublanc

Herb rodziny de Vaublanc

Vincent-Marie Viénot de Vaublanc, hrabia de Vaublanc (ur. 2 marca 1756 w Fort Dauphin, obecne Fort-Liberté, w Haiti, zm. 21 sierpnia 1845 w Paryżu) – francuski polityk i pisarz, katolik o poglądach monarchistycznych. 
Jego kariera polityczna rozwijała się u boku, kolejno, Ludwika XVI, Barrasa, Napoleona Bonaparte, księcia d'Artois (przyszłego Karola X Burbona) i w końcu Ludwika XVIII. Skazany i poszukiwany czterokrotnie przez różne rządy unikał aresztowania i za każdym razem zostawał ułaskawiony. Podczas swojej długiej i burzliwej kariery był kolejno deputowanym z ramienia rojalistów w czasach rewolucji francuskiej oraz za rządów Dyrektoriatu, skazanym podczas terroru jakobinów, prefektem za czasów Napoleona, ministrem spraw wewnętrznych Ludwika XVIII, a ostatecznie deputowanym ze stronnictwa ultrarojalistów. Był znany ze swojego talentu oratorskiego. Zasłynął wskutek kontrowersyjnej reformy Akademii Francuskiej, którą przeprowadził w roku 1816 jako minister spraw wewnętrznych.
Odznaczony przez hrabiego Prowansji, późniejszego Ludwika XVIII, Orderem Św.Łazarza, przez Napoleona Bonaparte Komandorią Legii Honorowej i dziedzicznym tytułem barona de Vaublanc (19 grudnia 1809), od 17 czerwca 1810 z prawem majoratu w królestwie Hanoweru. W 1813 otrzymał tytuł dożywotni hrabiego cesarstwa. 
Był postacią drugoplanową, jednak jego obecność silnie zaznaczyła się w tym okresie historii Francji. Człowiek o charakterze uporządkowanym i stanowczym, umiarkowany zwolennik przemian z roku 1789 stał się pod koniec swej kariery politycznej za czasów Restauracji zaciekłym przeciwnikiem rewolucji. 

## Publikacje
- 1792 Rapport sur les honneurs et récompenses militaires, 28 stycznia 1792, napisany w Assemblée nationale, w imieniu Comité d'instruction publique. Wersja elektroniczna tekstu:
- 1795 Réflexions sur les bases d'une constitution par le citoyen *** (pod pseudonimem Louis-Philippe de Segur). Paris Imprimerie nationale, Prairial an III (70 stron)
- 1808 Rivalité de la France et de l'Angleterre
- 1818 Tables synchroniques de l'histoire de France
- 1819 Le dernier des Césars ou la chute de l'Empire romain d'Orient (poemat)
- 1822 Du commerce de la France en 1820 et 1821, Paris, chez J-C Trouvé et chez Goujon
- 1828 Des administrations provinciales et municipales. Wersja elektroniczna tekstu:
- 1833 Mémoires sur la Révolution de France et recherches sur les causes qui ont amené la Révolution de 1789 et celles qui l'ont suivie (4 volumes). Wersja elektroniczna tekstu: ,  i
- 1833 Essai sur l'instruction et l'éducation d'un prince au XIXeme siècle, destiné au duc de Bordeaux.
- 1838 Fastes mémorables de la France
- 1839 Souvenirs (en 2 volumes), Paris, chez Ponce Lebas et Cie
- 1839 Soliman II, Attila, Aristomène.(zbiór tragedii wydany w 200 egzemplarzach)
- 1843 De la navigation des colonies
- Un an sur la grand'route chez Montsouris
- Le courage des françaises